# Rocznik Biblioteki Naukowej PAU i PAN w Krakowie
Rocznik Biblioteki Naukowej PAU i PAN w Krakowie – czasopismo wydawane przez Bibliotekę Naukową PAU i PAN w Krakowie. Zastąpiło wydawany w latach 1955–1999 Rocznik Biblioteki Polskiej Akademii Nauk w Krakowie. Pod tytułem „Rocznik Biblioteki Naukowej PAU i PAN w Krakowie” ukazuje się od tomu 45 wydanego w 2000 r.
„Rocznik” poświęcony jest szeroko rozumianej kulturze piśmienniczej oraz jej funkcjonowaniu w perspektywie historycznej. Tematyka artykułów dotyczy przede wszystkim historii, historii sztuki (w tym grafiki), historii literatury, bibliologii i prasoznawstwa oraz szeroko rozumianych dziejów polskiego środowiska naukowego ze szczególnym uwzględnieniem Krakowa. Duża część artykułów i edycji oparta jest na zasobach Biblioteki, głównie rękopisach, starych drukach i rycinach.